# (5450) Sokrates
(5450) Sokrates  es un asteroide perteneciente al cinturón de asteroides, descubierto el 24 de septiembre de 1960 por Cornelis Johannes van Houten y Tom Gehrels desde el Observatorio de Palomar, en Estados Unidos.

## Designación y nombre
Sokrates se designó inicialmente como 2780 P-L.
Más adelante fue nombrado en honor al filósofo de la Grecia clásica Sócrates (470-399 a. C.).

## Características orbitales
Sokrates orbita a una distancia media del Sol de 2,8132 ua, pudiendo acercarse hasta 2,4675 ua y alejarse hasta 3,1590 ua. Tiene una excentricidad de 0,1229 y una inclinación orbital de 5,2317° grados. Emplea en completar una órbita alrededor del Sol 1723 días.

## Características físicas
Su magnitud absoluta es 12,4. Tiene 20,903 km de diámetro. Su albedo se estima en 0,036. El valor de su periodo de rotación es de 5,9822 h.